# Западна Македония в НОВ
Националната институция Музей на Западна Македония в НОВ – Кичево (на македонска литературна норма: Национална установа Музеј на Западна Македонија во НОВ-Кичево) е научна и музейна институция в град Кичево, Северна Македония.

## История
Музеят е открит на 11 октомври 1980 година. Постоянната експозиция на музея показва борбата на македонските българи за свобода през XIX и началото на XX век. Показана е и комунистическата съпротива в годините на Втората световна война, наричана в Югославия и наследилата я Северна Македония „народоосвободителна борба“ (НОБ) и „народоосвободителна война“ (НОВ). Експозицията включва автентични документи, предмети, снимки, скици, карти, знамена, макети и текстове. Изложени са и стенописи и мозайки. В отделни раздели е показана колекцията от оръжия, притежавани от музея.
Музеят същевременно излага и археологически артефакти. Той ръководи многобройни археологически разкопки, като заслужават внимание тези при Кнежинския манастир, Миокази и Карбуница. При Кнежинския манастир музеят провежда археологически разкопки, като са открити зидове, накити, разкрити са и няколко гроба от Средновековието.
Освен собствена музейна експозиция, Музеят осъществява авторска и изложбена дейност, като организира временни изложби, независимо дали са самостоятелни, тематични или художествени. В музея е сформирана и етноложка сбирка, която се състои от носии от XIX век, предмети от бита, народни тъкани и други.

## Сграда
Сградата на музея е в късен неокласицизъм и е обявена за паметник на културата. В нея през септември 1943 година е настанен Главният щаб на така наречената Народноосвободителна войска и партизански отряди на Македония. Сградата е превърната в музей с постоянна експозиция и официално открита на 11 октомври 1980 г.